# 13335 Tobiaswolf
13335 Tobiaswolf eller 1998 SK61 är en asteroid i huvudbältet som upptäcktes den 17 september 1998 av LONEOS vid Anderson Mesa Station. Den är uppkallad efter Tobias Wolf.
Asteroiden har en diameter på ungefär 6 kilometer.